# القرآن الکریم و روایات المدرستین
القرآن الکریم و روایات المدرستین کتابی از مرتضی العسکری است که در سال ۱۳۷۸–۱۳۷۵ منتشر و در مراسم کتاب سال جمهوری اسلامی ایران به‌عنوان کتاب برگزیده معرفی شد.